# 中国科学院心理研究所

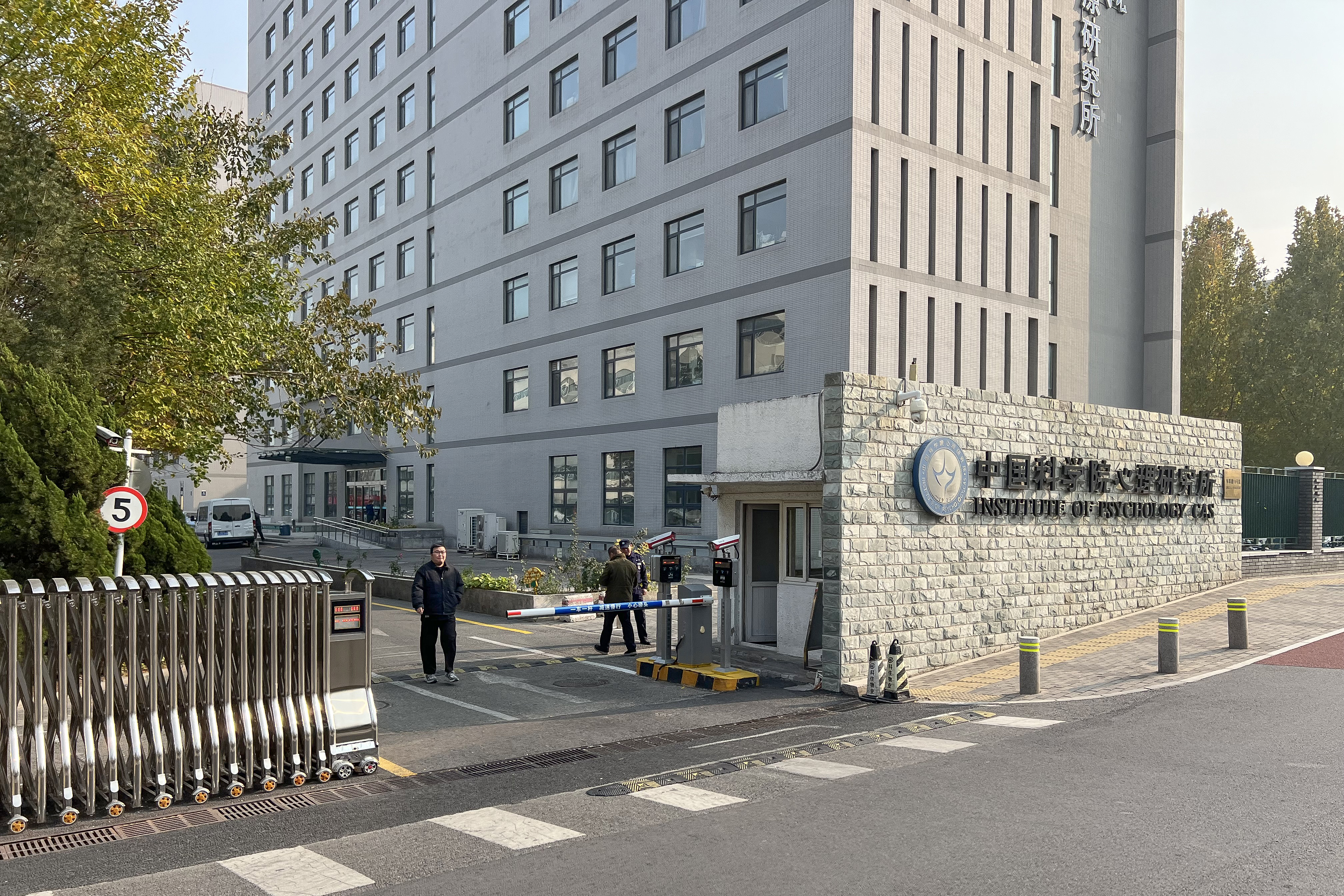
中科院心理所

中国科学院心理研究所，成立于1951年，位于北京市朝阳区林萃路16号院，为中国科学院下属研究机构，其前身为创建于1929年的中央研究院心理研究所。

## 研究机构
- 中国科学院心理健康重点实验室
- 中国科学院行为科学重点实验室
- 健康与遗传心理学研究室
- 认知与发展心理学研究室
- 社会与工程心理学研究室

## 图集

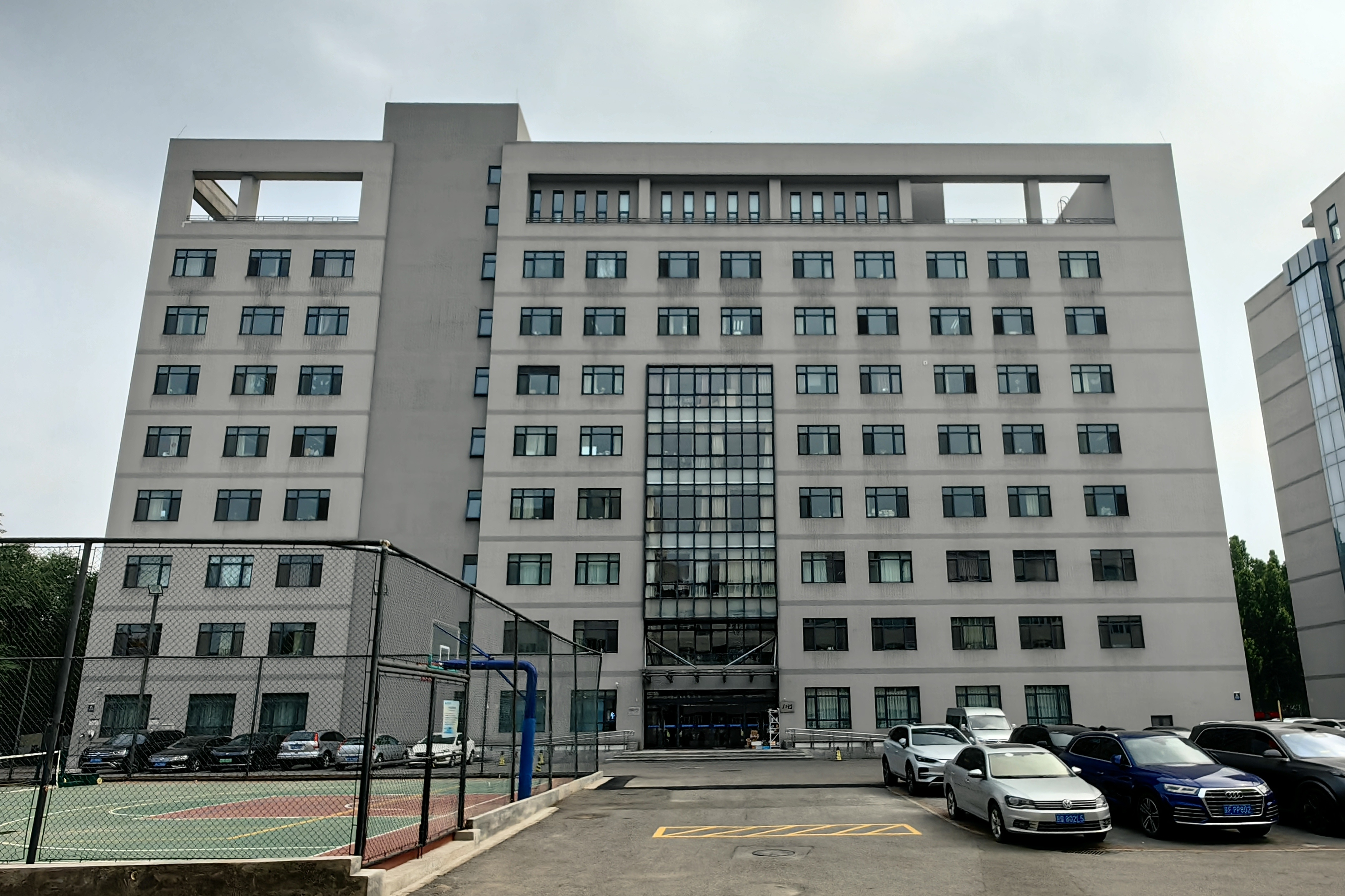
和谐楼
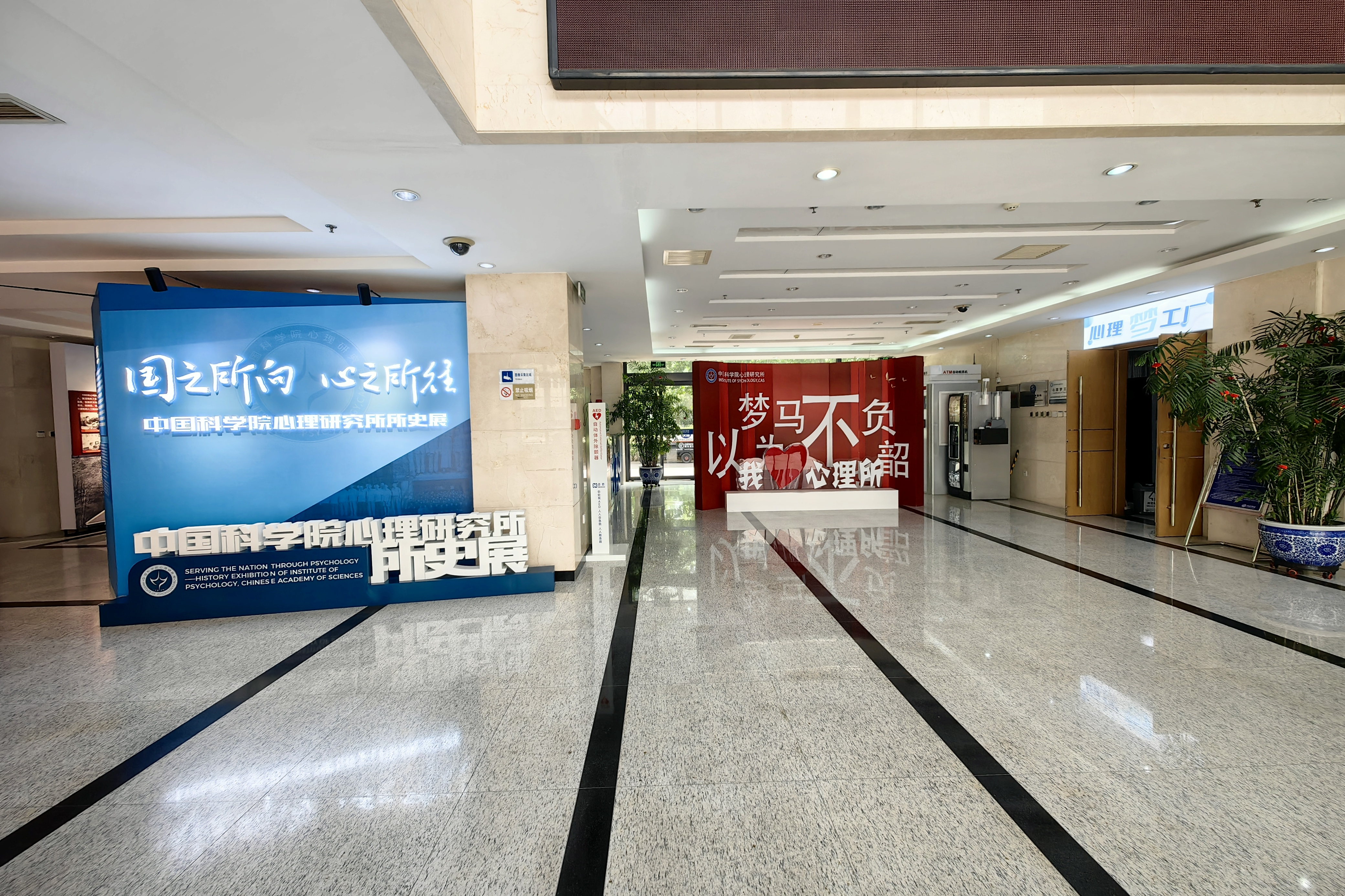
和谐楼一楼大厅
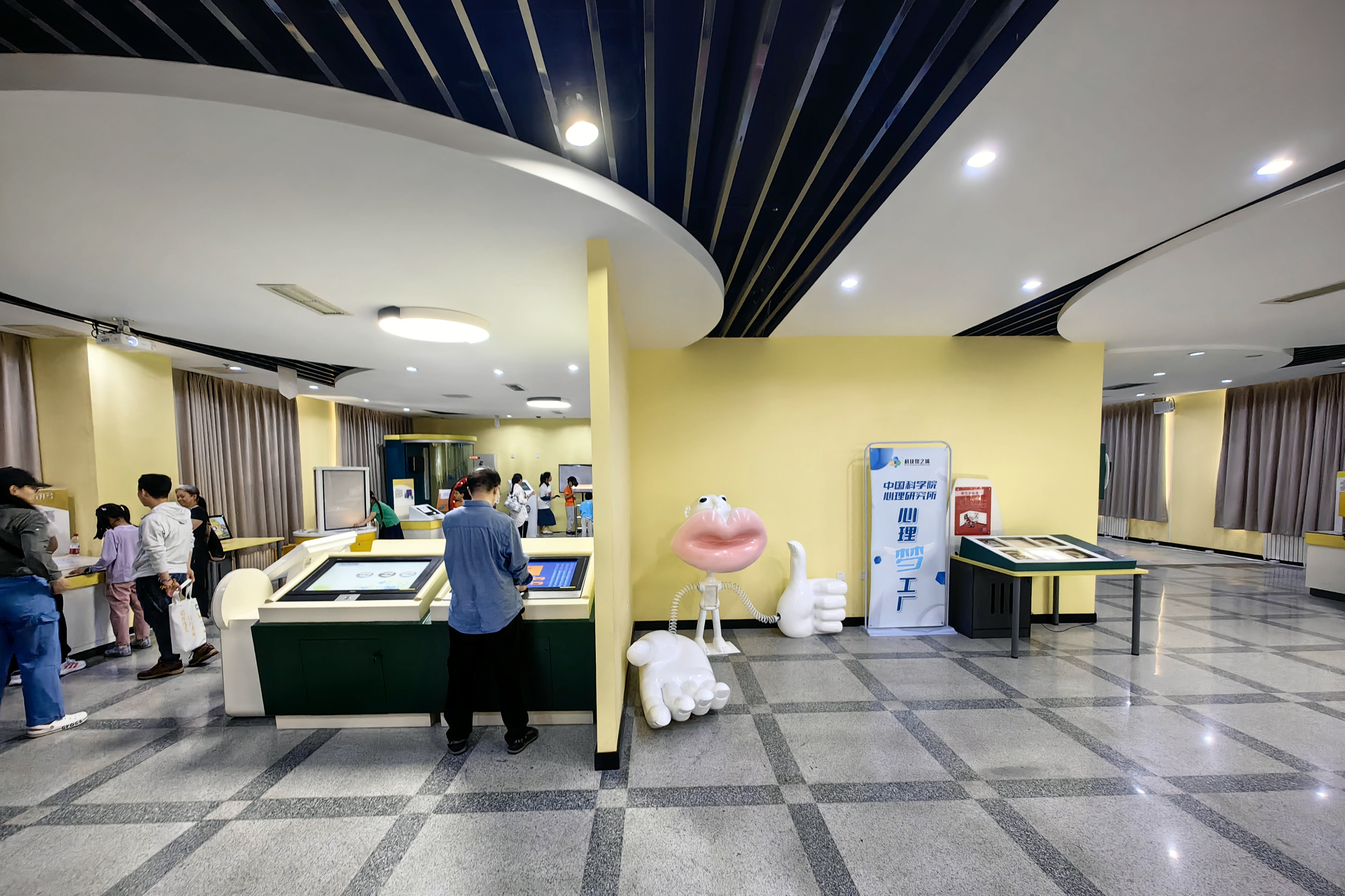
心里梦工厂（博物馆）
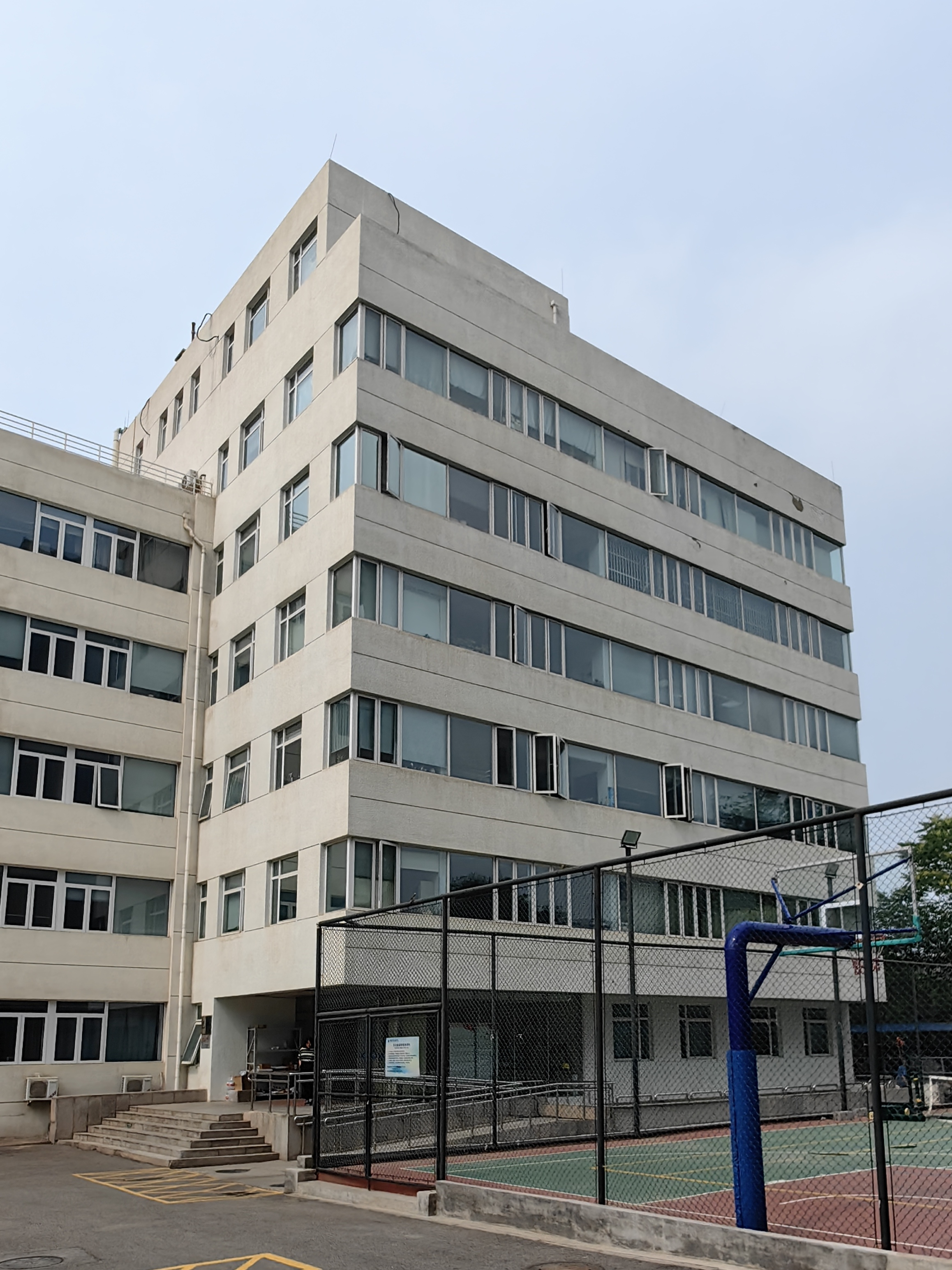
进取楼
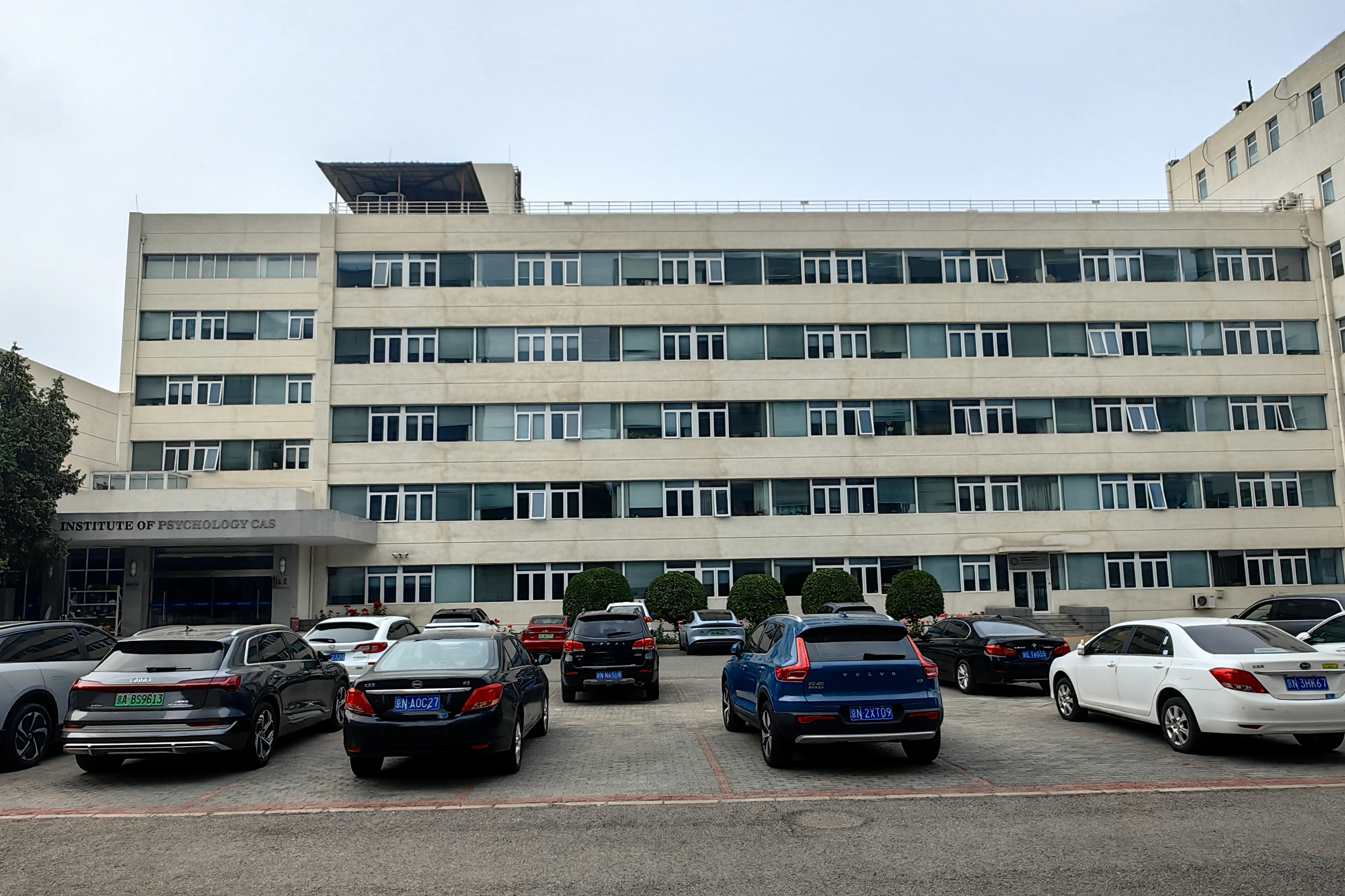
铭责楼
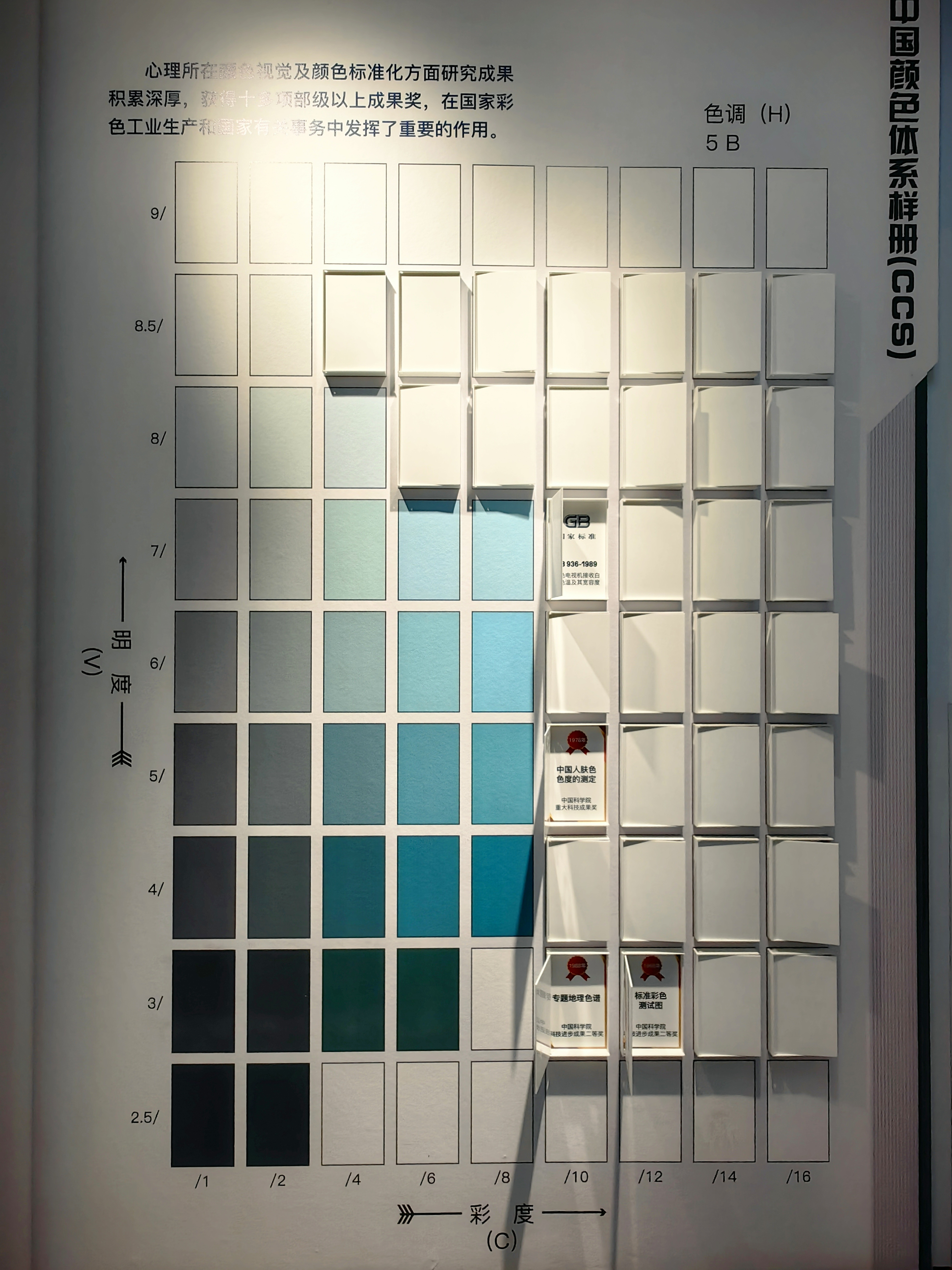
中国颜色体系样册
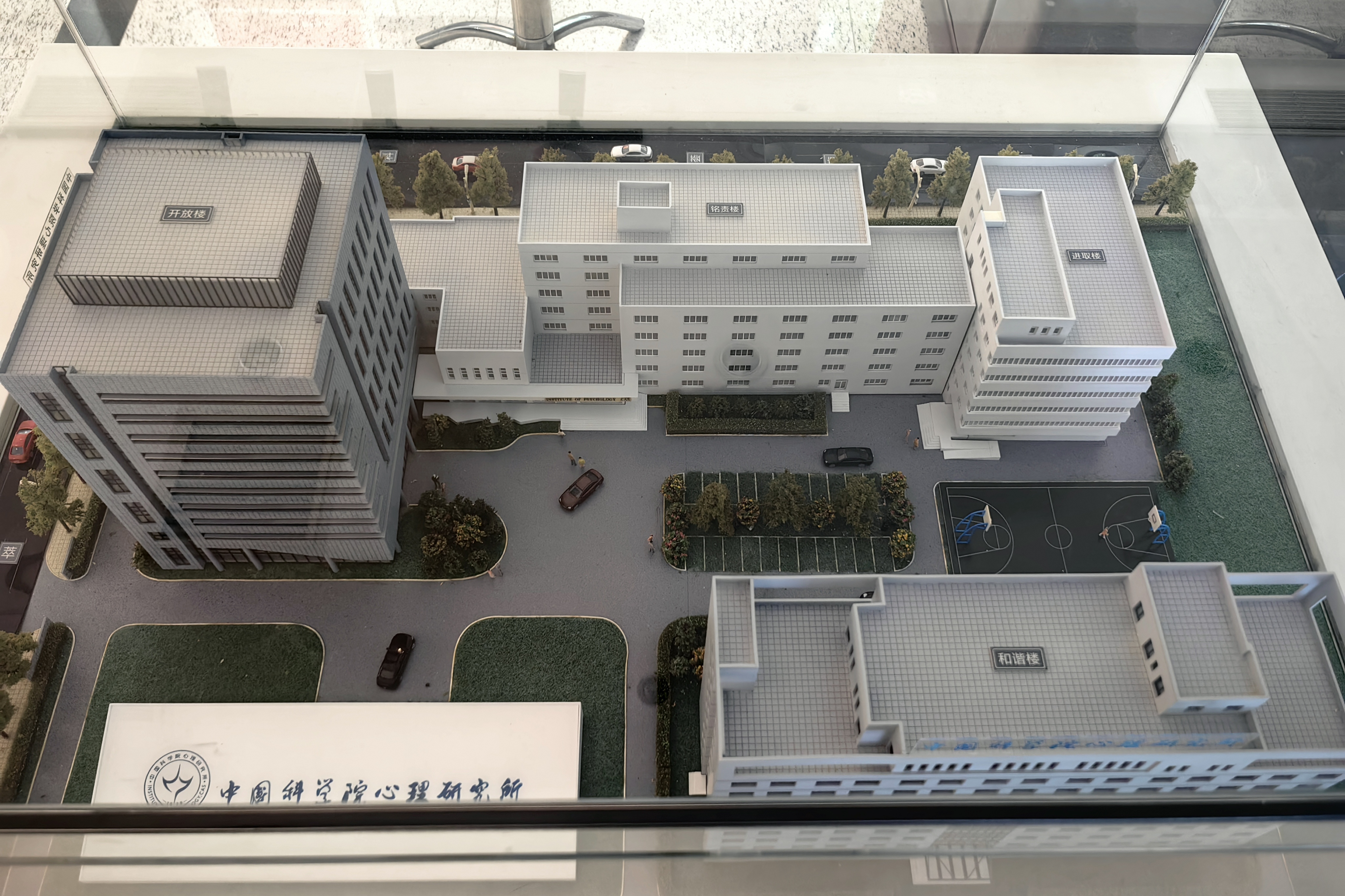
心理所建筑模型